# Борканюк, Алексей Алексеевич
Алексей Алексеевич Борканюк (Олекса Борканюк, укр. Оле́кса Олексі́йович Борканю́к; 16 января 1901, Ясиня, Австро-Венгрия — 3 октября 1942, Будапешт, Венгрия) — деятель коммунистического и антифашистского движения в Закарпатье, один из организаторов партизанской борьбы в годы Второй мировой войны.
Член Коммунистической партии Чехословакии с 1925 года; член Всесоюзной коммунистической партии (большевиков) с 1929 года. Казнён в венгерской тюрьме, посмертно (1965) присвоено звание Героя Советского Союза.

## Биография
Родился 16 января 1901 года в селе Ясиня (ныне посёлок городского типа Раховского района Закарпатской области Украины) в бедной многодетной гуцульской семье лесоруба. С детских лет работал на лесоразработках. Сдал экстерном 4-летний курс учёбы в горожанской (неполной средней) школе, окончил двухлетнюю учёбу в торговой школе в городе Мукачево, затем поступил в Ужгородскую торговую академию.

### В коммунистическом движении
С 15 лет принимал участие в революционной деятельности. В 1924 году вступил в комсомол, а в 1925 году — в Подкарпатскую краевую организацию Коммунистической партии Чехословакии.
Решением Центрального комитета КПЧ Олекса Борканюк был направлен на учёбу в Советский Союз. Нелегально выехал на Советскую Украину, в 1926—1929 годах учился в Коммунистической академии имени Артёма в Харькове на факультете журналистики, став после её окончания одним из первых профессиональных журналистов Закарпатья. В начале 1929 года был принят в члены ВКП(б). В сентябре 1929 года возвращается в Закарпатье, где с октября этого же года становится первым секретарём крайкома комсомола. Занимался рядом коммунистических изданий: с октября 1929 года ответственный редактор газеты «Працююча молодь» («Работающая молодёжь»), с февраля 1931 года — газеты «Карпатська правда».
Автор брошюр программного характера «За хлеб, труд, землю и свободу», «Пропозиции Коммунистической партии за решение автономии, хозяйственного, социального и культурного подъёма Подкарпатья», «Кто мы такие и куда принадлежим», «Все к бою за социальное и национальное освобождение трудящегося народа Закарпатья!» (1934), а также двух книг очерков о Советском Союзе. Отстаивая принадлежность русинов Закарпатья к украинскому народу (так, в своей речи на VII конгрессе Коминтерна Борканюк 17 раз использовал словосочетание «Карпатская Украина», задолго до того, как оно стало официальным), выступал за присоединение края к УССР, одновременно разоблачал политику «чехизации» и выступал с жёсткой критикой как русофилов, так и украинских, венгерских, немецких националистов. Активный организатор «голодных маршей» в связи с ухудшением и без того плачевного социально-экономического положения населения региона.
В 1934 году, в возрасте 33 лет, становится первым секретарём Закарпатского крайкома КПЧ. На парламентских выборах 1935 года партия показала высокие результаты в Подкарпатской Руси (более 40 %), а сам А. А. Борканюк был избран депутатом парламента Чехословакии. В парламенте выступал с резкой критикой чехословацкого правительства, обвиняя его в неспособности мобилизовать массы и отвернуть нацистскую угрозу, а также требуя от Праги выделения средств, необходимых для развития экономики, образования, культуры и системы здравоохранения в Закарпатье. Летом 1935 года делегирован от Компартии Чехословакии на VII конгресс Коминтерна, призвавший к единому антифашистскому фронту. В марте 1939 года, накануне оккупации Закарпатья хортистской Венгрией, А. А. Борканюк с группой ответственных работников крайкома по решению Политбюро ЦК КПЧ выехали в Советский Союз. По приезде в Москву был направлен на руководящую работу в Центральный комитет Международной организации помощи борцам революции.

### Антифашистская деятельность в годы войны
С первых дней Великой Отечественной войны А. А. Борканюк, получив соответствующее согласие руководства КПЧ, вступил добровольцем в ряды Красной Армии, отправился на фронт и был определён в армейские политработники. Вскоре он был вызван назад в Москву, поскольку находившемуся в советской столице руководство компартий Венгрии и Чехословакии для помощи антифашистскому Движению Сопротивления в их странах требовались кадры организаторов партизанского движения, которых планировалось перебросить на оккупированную войсками «Оси» территорию. С целью координации действий партизанских групп и подпольных коммунистических организаций, активных на территории Венгрии и занятых ей территорий, было решено создать в Закарпатье оперативный руководящий центр, что и было поручено А. А. Борканюку как секретарю Закарпатского райкома КПЧ.
В конце сентября 1941 года А. А. Борканюк возглавил первую разведгруппу, десантированную на парашютах в Карпатские горы на территории Закарпатской Украины, аннексированной Венгрией. Группа Борканюка была интернациональной по своему составу — наряду с двумя закарпатцами (русином и евреем), которых он разыскал в Советском Союзе, в неё входили двое венгров и москвич-инженер. Первоочередной задачей разведгруппы было установление связи с подпольной коммунистической организацией в Великом Бычкове, восстановленной братом бывшего сенатора от Компартии Ивана Локоты Николаем. Перед вылетом А. А. Борканюк писал своей семье:
Пришло время, о котором мы говорили уже много лет. Такой войны, какую мы переживаем, ещё не знала история. Это будет тяжёлая и длительная война. Она заберёт немало человеческих жизней и принесёт большие опустошения. Но в конце концов победа будет нашей и только нашей. И ныне моё самое большое желание — дожить до той минуты, когда мы станем победителями. И я твёрдо убеждён, что этой счастливой минуты дождусь… Будьте мужественны и никогда не падайте духом. Побеждают только сильные. Сильные волей, готовые на жертвы

### Разгром разведгруппы Борканюка
Приземление разведгруппы Борканюка оказалось неудачным. Венгерским властям стало известно о десанте, и они тотчас же бросили жандармерию и войска на поиски парашютистов. За голову «агента московского Коминтерна» А. А. Борканюка было объявлено большое вознаграждение.
Задача группы Борканюка в первые дни пребывания в родных краях заключалась в как можно скорейшем налаживании контактов с коммунистическим подпольем, изучении обстановки и разработке плана дальнейших действий.
При помощи местного населения А. А. Борканюку с товарищами удалось установить дислокацию воинских частей, количество воинских эшелонов, проходивших за сутки по железнодорожной магистрали Рахов-Ясиня-Станислав, а также изучить систему охраны железнодорожных сооружений. Эти сведения были необходимы для успешного развёртывания партизанской борьбы против оккупантов; используя полученные данные, А. А. Борканюк разработал план диверсий на вражеских коммуникациях.
Узнав, что в горах появляются небольшие группы партизан, принял решение найти и объединить эти разрозненные группы. Однако совершить это ему не удалось — 12 февраля 1942 года Алексей Алексеевич Борканюк был арестован венгерской контрразведкой. Его отправили в будапештскую тюрьму Маргит-Керут, где восемь месяцев продержали закованным в кандалы, и повесили по приговору военного трибунала 3 октября 1942 года. В 1945 году прах А. А. Борканюка был перевезён в Рахов.

## Память
- Указом Президиума Верховного Совета СССР от 8 мая 1965 года Алексею Алексеевичу Борканюку посмертно присвоено звание Героя Советского Союза («за особые заслуги, мужество и героизм, проявленные в борьбе против немецко-фашистских захватчиков в период Великой Отечественной войны секретарю Закарпатского крайкома партии»).
- Также посмертно награждён орденом Ленина.
- Памятники А. А. Борканюку воздвигнуты в Рахове и Ясине.
- Фильм «Легенда о бессмертии» (1985) — роль исполнил актёр Мирослав Степанович Маковийчук.
- Писатель Семён Дмитриевич Скляренко посвятил ему свою дилогию «Карпаты».
- Его именем назван Ужгородский фанерно-мебельный комбинат.